# 戸川神社
戸川神社（とがわじんしゃ）は、埼玉県加須市の神社。

## 歴史
1909年（明治42年）に創建された。当地の戸川は、江戸時代までは「寺ヶ谷戸村」と「広川村」であった。寺ヶ谷戸村の鎮守は「愛宕社」で、広川村の鎮守は「弁天社」であった。
明治初期、両社とも近代社格制度に基づく「村社」に列せられた。1909年（明治42年）に両社は合併し、「戸川神社」に改称した。そして旧愛宕社の境内を新神社の境内とした。この合併について、村人は「弁天様が愛宕様へお嫁に行った」と評している。そういう経緯もあり、当社の社殿には愛宕社と弁天社が並祀されている。

## 交通アクセス
- 羽生ICより車3分。